# Belgian Entertainment Association
Pour les articles homonymes, voir BEA.
Belgian Entertainment Association (BEA) est une organisation  qui représente les intérêts des industries musicale, cinématographique et vidéoludique en Belgique.

## Historique
La BEA est née le 1er février 2008 à la suite de la fusion de trois fédérations : l'IFPI Belgium, la branche locale de l'IFPI, de la Belgian Video Federation (BVF), qui représentait l'industrie cinématographique, et de la Belgian Luxembourg Interactive Software Association (BLISA), qui représentait l'industrie vidéoludique.

## Classements des ventes
La publication des classements des ventes est effectuée via l'Ultratop, créé par la BEA. En raison des différences linguistiques du nord et du sud du pays, les classements sont divisés en deux parties : l'Ultratop 50 pour la partie francophone et l'Ultratop 50 pour la partie néerlandophone.

## Certifications

### Seuils de certifications
| Certification | Unités (belge et/ou francophone/néerlandophone) | Unités (international) |
| ------------- | ----------------------------------------------- | ---------------------- |
| Or            | 10 000                                          | 20 000                 |
| Platine       | 20 000                                          | 40 000                 |
| 2 × Platine   | 40 000                                          | 80 000                 |
| 3 × Platine   | 60 000                                          | 120 000                |
| 4 × Platine   | 80 000                                          | 160 000                |
| 5 × Platine   | 100 000                                         | 200 000                |

| Certification | Unités  |
| ------------- | ------- |
| Or            | 10 000  |
| Platine       | 20 000  |
| 2 × Platine   | 40 000  |
| 3 × Platine   | 80 000  |
| 4 × Platine   | 120 000 |
| 5 × Platine   | 160 000 |

## Liste des albums certifiés

### Or
- 9
- Ali e radici
- Anastacia (en)
- Aphrodite
- Aria: The Opera Album (it)
- As I Am
- B'Day
- The Best of Laura Pausini: E ritorno da te (it)
- Blonde
- Bounce
- By the Way
- Calma apparente
- Ceremonials
- Christmas
- Circus
- Le cose che vivi (it)
- Dangerously in Love
- Doo-Wops and Hooligans
- Escape
- The Essential Elvis Presley (en)
- Fever
- Fijación Oral Vol. 1
- Frank
- Greatest Hits
- The Heart of Everything
- Here I Stand
- The House
- I Dreamed a Dream
- The Katie Melua Collection
- Lungs
- Mezmerize
- Mi sangre (es)
- Music for Men
- NRJ Music Awards 2010
- Oral Fixation Vol. 2
- Overpowered (en)
- PCD
- Pictures
- The Remix
- The Silent Force
- Someone to Watch Over Me (en)
- Songs in A Minor
- Soul (album)
- Soul 2 (en)
- Spirit
- Statues
- Supposed Former Infatuation Junkie
- Ultimate Collection
- Ultimate Santana
- Under My Skin
- Up to Now
- The Very Best of Enya
- The Whole Story
- Working on a Dream
- X
- xx

### Platine
- Amarantine
- And Winter Came...
- Believe
- Born This Way
- Breakaway
- Britney
- Crush
- A Curious Thing
- E²
- The Eminem Show
- Forty Licks
- Freak of Nature (en)
- Funhouse
- Going Back
- I Am... Sasha Fierce
- Invincible
- It's Not Me, It's You
- J.Lo
- Keep You Close
- King of Pop
- Laundry Service
- Legend
- Loud
- Making Mirrors
- Nothing but the Beat
- Piece by Piece
- The Platinum Collection
- Quelqu'un m'a dit
- The Soul Sessions
- Sounds of the Universe
- Stilelibero
- This Is the Life
- U218 Singles
- Watermark

### Multi-platine
- 2 × Platine
  - The Best of 1990-2000
  - A Day Without Rain
  - Eros
  - The Fame
  - The Fame Monster
  - Intensive Care
  - One Love
  - Only by the Night
  - Paint the Sky with Stars
  - Romanza
  - Shepherd Moons
  - X&Y

- 3 × Platine
  - ...Baby One More Time
  - Back to Black
  - Cheese
  - Multitude
  - Viva la Vida or Death and All His Friends

- 4 × Platine
  - Falling into You
  - Let's Talk About Love

- 5 × Platine
  - 21

- 6 × Platine
  - The Best of 1980-1990

- 7 × Platine
  - ABBA Gold - Greatest Hits

- 12 × Platine
  - Racine carrée

## Traduction
- (en) Cet article est partiellement ou en totalité issu de l’article de Wikipédia en anglais intitulé « Belgian Entertainment Association » (voir la liste des auteurs).